# Cyrtaspis scutata
Cyrtaspis scutata, of schildboomsprinkhaan, is een rechtvleugelig insect uit de familie sabelsprinkhanen (Tettigoniidae). De wetenschappelijke naam van deze soort is voor het eerst geldig gepubliceerd in 1825 door Charpentier. In 2018 werd voor het eerst een schildboomsprinkhaan in Nederland aangetroffen in Amersfoort.
1. ↑  Voor Nederland nieuwe sprinkhaansoort ontdekt. Telegraaf, 30 december 2018
2. ↑  'Per ongeluk' nieuwe sprinkhaansoort voor Nederland ontdekt. NOS, 30 december 2018. Gearchiveerd op 18 januari 2021.